# Giovanna I d'Angiò, regina di Napoli
Giovanna I d'Angiò, regina di Napoli è un film italiano del 1920 diretto dalla soprano Gemma Stagno Bellincioni.
Questo film muto in bianco e nero racconta, in chiave molto romanzata, la storia di Giovanna d'Angiò, regina di Napoli (1326 - 1382), interpretata dalla stessa Gemma Stagno Bellincioni.

## Trama
Regno di Napoli, XIV secolo. La giovane regina Giovanna d'Angiò ha appena ricevuto in eredità il governo del suo Paese dopo la morte del sovrano precedente, suo nonno Roberto d'Angiò. Per poter sposare un suo lontano cugino, oltre che amante, Luigi di Taranto, cerca di liberarsi del marito Andrea d'Ungheria finendo per organizzarne l'assassinio di quest'ultimo, suscitando le ire del cognato, il re Luigi I d'Ungheria, che pur di vendicarsi decide di invadere il sud d'Italia alla testa di un esercito. Con l’aiuto del Papa Clemente VI Giovanna riesce a recuperare il trono ma, dopo un lungo regno, cadrà prigioniera per aver preso parte nelle vicende dell’antipapa Clemente VII, e verrà per questo strangolata nel castello di Muro Lucano.